# Aplocera benesignata
Aplocera benesignata là một loài bướm đêm trong họ Geometridae.